# Cirilo Franquet
Cirilo Franquet Bertrán (Sierra Engarcerán, 1809 — Barcelona, 1870) fue un político liberal español.

## Reseña biográfica
Nacido en Sierra Engarcerán en una familia de orígenes tarraconenses, casó en 1836 con María Luisa Dara Zamora (Zaragoza, 1807 - Tortosa, 1888), hija de los barones de Purroy. Ese mismo año fue elegido diputado por la provincia de Tarragona. Cursó baja a finales de 1837.
Fue nombrado jefe político de la provincia de Tarragona en 1840, ejerciendo el gobierno provincial hasta 1843. Ese mismo año fue destinado a la jefatura política de la provincia de Zaragoza por S.M. el 21 de junio. Tomó posesión del cargo el día 27 de junio, ejerciendo hasta el 3 de agosto de 1843. Durante su estancia en Zaragoza fue padre de José Franquet Dara.
En 1846 fue elegido de nuevo diputado, tanto por el distrito de Tarragona como por el de Gandesa, eligiendo ejercer el primer escaño. Fue diputado hasta 1850.
En 1854, durante el Bienio Progresista, fue nombrado gobernador civil de la provincia de Valencia (1854) y posteriormente trasladado a la de Barcelona en 1854 tras el conflicto de las selfactinas. Dimitió en 1855, habiendo sido de nuevo elegido diputado por la provincia de Tarragona. Ejerció de diputado hasta el final del Bienio Progresista en 1856.
En 1859 fue nombrado parte de una comisión ministerial para analizar la legislación hidráulica. Franquet sería junto a Rafael Rodríguez de Cepeda uno de los principales líderes de la comisión, hasta el punto de que a menudo se le atribuye a Franquet la paternidad de la resultante ley de aguas finalmente resultante en 1866. Otros autores señalan sin embargo diferencias entre las visiones de Franquet y Cepeda, notando la diferencia entre el proyecto Franquet de 1860 y el de Cepeda de 1861 y matizando la aportación de Franquet.